# Sondre Skarli
Sondre Dølemo Skarli (22 april 1986) is een Noors voormalig schaatser en schaats- en bondscoach. Tot 2008 beoefende Skarli de schaatssport op nationaal niveau. Tussen 2009 en 2014 stond hij samen met assistent-coach Johann Olav Koss en oud-bondscoach Jarle Pedersen aan het roer bij de Noorse schaatsbond. Hij volgde in 2014 Pedersen op en sindsdien is hij verantwoordelijk voor diens zoon Sverre Lunde Pedersen samen met onder meer Ida Njåtun, Håvard en Hege Bøkko.
Op 11 januari 2016 pleitte Skarli voor behoud van de 10.000 meter en uitbreiding van het aantal wereldbekerwedstrijden eindigend in een kampioenschapsweek met een WK sprint, WK allround en een WK afstanden. Dit naar aanleiding van plannen van de Internationale Schaatsunie (ISU) om de kalender te vernieuwen. Besluitvorming vindt plaats bij het congres in Dubrovnik. Vanaf het seizoen 2018/2019 volgt Bjarne Rykkje hem op als coach van de Noorse allroundploeg.

## Persoonlijke records
| Afstand      | Tijd     | Datum             | Baan    |
| ------------ | -------- | ----------------- | ------- |
| 500 meter    | 38,06    | 16 maart 2007     | Calgary |
| 1000 meter   | 1.13,89  | 16 maart 2007     | Calgary |
| 1500 meter   | 1.51,18  | 14 maart 2007     | Calgary |
| 3000 meter   | 3.55,90  | 20 september 2007 | Calgary |
| 5000 meter   | 6.33,77  | 13 maart 2007     | Calgary |
| 10.000 meter | 13.49,87 | 15 maart 2007     | Calgary |